# UEFAチャンピオンズリーグ 2024-25 決勝
UEFAチャンピオンズリーグ 2024-25 決勝は、UEFAチャンピオンズリーグ 2024-25の決勝戦であり、70回目のUEFAチャンピオンズリーグの決勝戦である。2025年5月31日にドイツ・ミュンヘンのフースバル・アレーナ・ミュンヘンで行われ、パリ・サンジェルマンが初優勝を果たした。
パリ・サンジェルマンはUEFAヨーロッパリーグ 2024-25王者と対戦する2025 UEFAスーパーカップの出場権の他、UEFAサッカー連盟を代表して、2025年12月に開催されるFIFAインターコンチネンタルカップ2025決勝と、2029年6月から7月に開催されるFIFAクラブワールドカップ2029の出場権を獲得した。

## 試合前
パリ・サンジェルマンは2020年以来2度目の決勝進出。その決勝ではバイエルン・ミュンヘンに敗れたため初優勝を狙う。その他UEFA主要大会ではUEFAカップウィナーズカップ 1995-96で優勝を果たしたものの、連覇を狙った翌年の1997年には準優勝に終わっている。優勝すればフランス勢としてオリンピック・マルセイユ以来2チーム目、また同国史上初のトレブルの可能性を残す。
インテル・ミラノは7度目のUCL決勝進出。2010年にはイタリア勢最後の優勝かつ同国史上唯一のトレブルを達成しているが、逆に敗れた3大会では全て対戦相手がトレブルを決定したというジンクスもある。その他欧州クラブコンペティションではUEFAカップ/ヨーロッパリーグ決勝に5度出場し3度優勝。またヘンリク・ムヒタリアンは2017年にマンチェスター・ユナイテッドでUELを、2022年にASローマでUEFAカンファレンスリーグを制しており、この試合に勝利すればUEFAのクラブ3大大会をすべて異なるチームで優勝した初のプレイヤーとなる。
両者は過去に公式戦での対戦がない。非公式戦では5度の対戦があり、直近では2023年のプレシーズンに東京の国立競技場で激突、2-1でインテルが勝利した。

### チーム
次の表は、1992年までのチャンピオンズカップ時代を含む。
| チーム               | 以前の決勝戦出場（太字は優勝）         |
| -------------------- | -------------------------------------- |
| パリ・サンジェルマン | 1 (2020)                               |
| インテル             | 6 (1964, 1965, 1967, 1972, 2010, 2023) |

### 試合会場

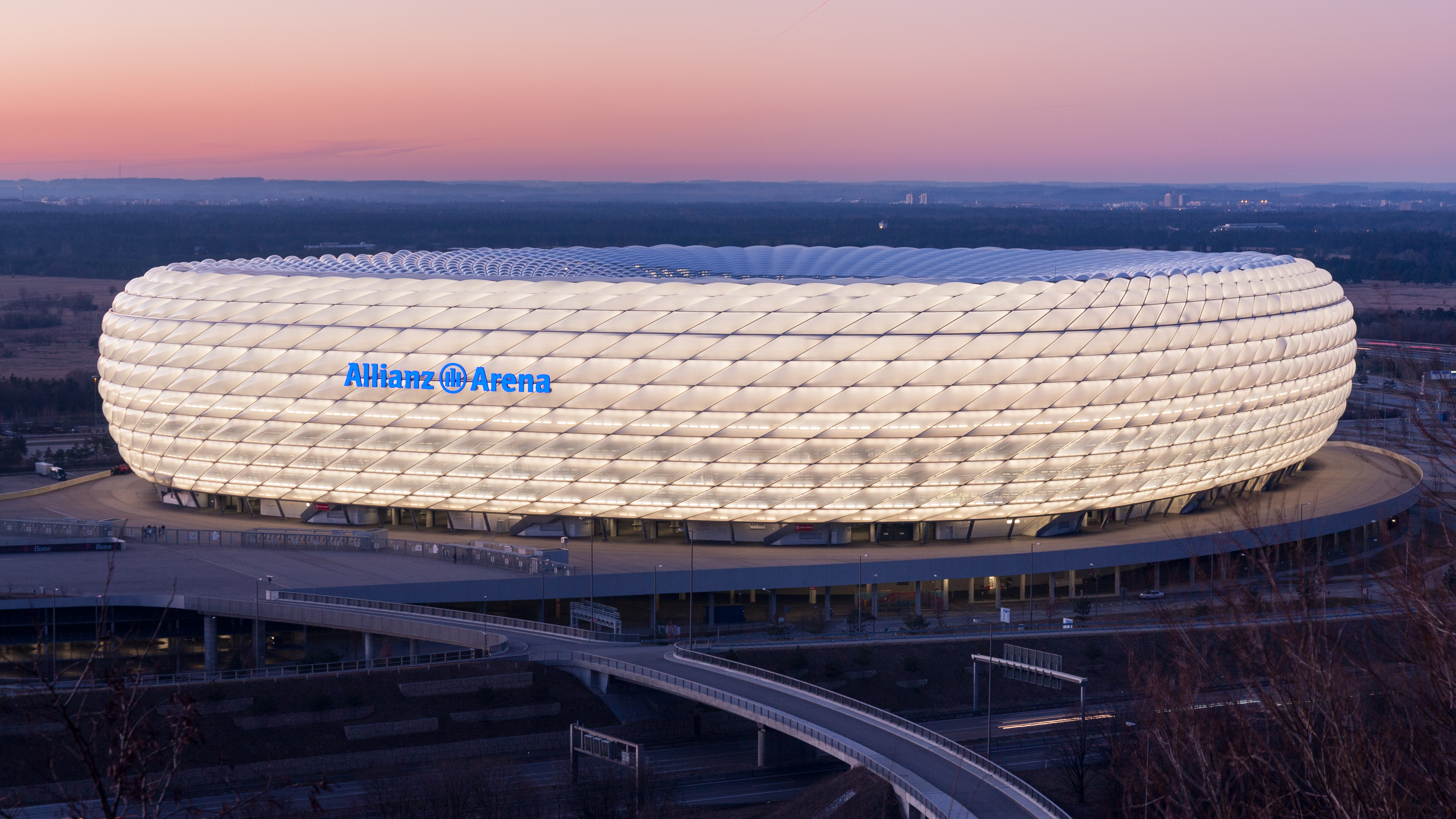
決勝戦が行われたフースバル・アレーナ・ミュンヘン

2019年9月24日にリュブリャナで開催されたUEFAの理事会にて、フースバル・アレーナ・ミュンヘンが2022年のUCL決勝開催地に選出された。過去に1度、2012年の会場となっている。
しかしヨーロッパにおける新型コロナウイルス感染拡大の影響を受けミュンヘンは2023年の会場へと変更、さらに同じくCOVID-19の流行により延期していたアタテュルク・オリンピヤト・スタドゥでの開催が2023年となり、ミュンヘンは2025年へと再度変更された。

## 決勝戦までの道のり
- (H)：ホームゲーム、(A)：アウェーゲーム

注: 以下のすべての結果は、決勝戦進出2クラブの得点を前に表示している。
| 順 | チーム               | 試 | 点 |
| -- | -------------------- | -- | -- |
| 13 | ミラン               | 8  | 15 |
| 14 | PSV                  | 8  | 14 |
| 15 | パリ・サンジェルマン | 8  | 13 |
| 16 | ベンフィカ           | 8  | 13 |
| 17 | モナコ               | 8  | 13 |

| 順 | チーム                   | 試 | 点 |
| -- | ------------------------ | -- | -- |
| 2  | バルセロナ               | 8  | 19 |
| 3  | アーセナル               | 8  | 19 |
| 4  | インテル                 | 8  | 19 |
| 5  | アトレティコ・マドリード | 8  | 18 |
| 6  | バイエル・レバークーゼン | 8  | 16 |

## 試合

### 結果
| パリ・サンジェルマン                                                    | 5 - 0    | インテル |
| ----------------------------------------------------------------------- | -------- | -------- |
| - ハキミ 12分 - ドゥエ 20分, 63分 - クヴァラツヘリア 73分 - マユル 86分 | レポート |          |

| パリ・サンジェルマン | インテル |

| GK               | 1  | ジャンルイジ・ドンナルンマ   |      |      |
| RB               | 2  | アクラフ・ハキミ             | 90分 |      |
| CB               | 5  | マルキーニョス               |      |      |
| CB               | 51 | ウィリアム・パチョ           |      |      |
| LB               | 25 | ヌーノ・メンデス             |      | 78分 |
| CM               | 87 | ジョアン・ネヴィス           |      | 84分 |
| CM               | 17 | ヴィティーニャ               |      |      |
| CM               | 8  | ファビアン・ルイス           |      | 84分 |
| RF               | 14 | デジレ・ドゥエ               | 65分 | 66分 |
| CF               | 10 | ウスマン・デンベレ           |      |      |
| LF               | 7  | フヴィチャ・クヴァラツヘリア |      | 84分 |
| サブメンバー     |    |                              |      |      |
| GK               | 39 | マトヴェイ・サフォノフ       |      |      |
| GK               | 80 | アルナウ・テナス             |      |      |
| DF               | 3  | プレスネル・キンペンベ       |      |      |
| DF               | 21 | リュカ・エルナンデス         |      | 78分 |
| DF               | 35 | ルーカス・ベラウド           |      |      |
| MF               | 19 | イ・ガンイン                 |      |      |
| MF               | 24 | セニー・マユル               |      | 84分 |
| MF               | 33 | ワレン・ザイール＝エムリ     |      | 84分 |
| FW               | 9  | ゴンサロ・ラモス             |      | 84分 |
| FW               | 29 | ブラッドリー・バルコラ       |      | 66分 |
| FW               | 49 | イブラヒム・エンバイェ       |      |      |
| 監督             |    |                              |      |      |
| ルイス・エンリケ |    |                              |      |      |

| GK                   | 1                    | ヤン・ゾマー                       |      |      |      |
| CB                   | 28                   | バンジャマン・パヴァール           |      | 53分 |      |
| CB                   | 15                   | フランチェスコ・アチェルビ         | 71分 |      |      |
| CB                   | 95                   | アレッサンドロ・バストーニ         |      |      |      |
| RM                   | 2                    | デンゼル・ダンフリース             |      |      |      |
| CM                   | 23                   | ニコロ・バレッラ                   |      |      |      |
| CM                   | 20                   | ハカン・チャルハノール             |      | 70分 |      |
| CM                   | 22                   | ヘンリク・ムヒタリアン             |      | 62分 |      |
| LM                   | 32                   | フェデリコ・ディマルコ             |      | 53分 |      |
| CF                   | 9                    | マルクス・テュラム                 | 69分 |      |      |
| CF                   | 10                   | ラウタロ・マルティネス             |      |      |      |
| サブメンバー         |                      |                                    |      |      |      |
| GK                   | 12                   | ラッファエーレ・ディ・ジェンナーロ |      |      |      |
| GK                   | 13                   | ジョゼップ・マルティネス           |      |      |      |
| DF                   | 6                    | ステファン・デ・フライ             |      |      |      |
| DF                   | 30                   | カルロス・アウグスト               |      | 62分 |      |
| DF                   | 31                   | ヤン・ビセック                     |      | 53分 | 62分 |
| DF                   | 36                   | マッテオ・ダルミアン               |      | 62分 |      |
| MF                   | 7                    | ピオトル・ジエリンスキ             |      |      |      |
| MF                   | 16                   | ダヴィデ・フラッテージ             |      |      |      |
| MF                   | 21                   | クリスティアン・アスラニ           |      | 70分 |      |
| MF                   | 59                   | ニコラ・ザレフスキ                 | 56分 | 53分 |      |
| FW                   | 8                    | マルコ・アルナウトヴィッチ         |      |      |      |
| FW                   | 99                   | メフディ・タレミ                   |      |      |      |
| 監督                 |                      |                                    |      |      |      |
| シモーネ・インザーギ | シモーネ・インザーギ | シモーネ・インザーギ               | 58分 |      |      |

| マン・オブ・ザ・マッチ デジレ・ドゥエ（パリ・サンジェルマン） 副審 ミハイ・マリカ フェレンツ・トゥニョギ 第4審判 ジョアン・ピニェイロ リザーブ副審 ブルーノ・ジェズス VAR デニス・ヒグラー AVAR カタリン・ポパ VARサポート ポル・ファン・ブーケル | 試合ルール - 試合時間は90分。 - 90分終了後同点の場合、30分の延長戦が行われる。 - 120分終了後同点の場合、PK戦で勝敗が決定される。 - 控えは12名。 - 最大5人まで交代可能。延長戦においては追加の6人目の交代が可能。 |

#### 試合展開
PSGはFWウスマン・デンベレが最前線中央に入り、FWフヴィチャ・クヴァラツヘリア・FWデジレ・ドゥエとの3トップを形成。平均年齢が25歳96日と、21世紀のCL決勝では最も若い先発メンバーとなった。インテルはバンジャマン・パヴァールが負傷から復帰し、ヤン・アウレル・ビセックに代わって先発。こちらはGKヤン・ゾマー(35歳)・MFヘンリク・ムヒタリアン(36歳)・DFフランチェスコ・アチェルビ(37歳)の3名がスタメン入りし、35歳以上のメンバーが3人先発するのは史上初となった。
開始後からPSGが強い圧力をかけ試合の主導権を握る。12分にゴール左でボールを受けたドゥエの折り返しをDFアクラフ・ハキミが流し込んで先制点を挙げると、20分にはカウンター攻撃からデンべレのパスを受けたドゥエが右足でシュートを決め、2点のリードとなる。2-0のまま後半に入るとインテルが攻勢に出るも得点は奪えず、PSGがカウンター攻撃でゴールに迫る。63分にドゥエがこの日2点目を挙げると、73分にクヴァラツヘリア、86分に途中出場のセニー・マユルと次々と得点を重ね、試合終了。PSGが5-0で勝利し、チャンピオンズリーグ初優勝を達成した。

### 統計
| 指標           | パリ・サンジェルマン | インテル |
| -------------- | -------------------- | -------- |
| 得点           | 2                    | 0        |
| シュート       | 13                   | 2        |
| 枠内シュート   | 5                    | 0        |
| セーブ         | 0                    | 3        |
| ボール支配率   | 61%                  | 39%      |
| コーナーキック | 3                    | 2        |
| ファウル       | 5                    | 1        |
| オフサイド     | 0                    | 1        |
| イエローカード | 0                    | 0        |
| レッドカード   | 0                    | 0        |

| 指標           | パリ・サンジェルマン | インテル |
| -------------- | -------------------- | -------- |
| 得点           | 3                    | 0        |
| シュート       | 10                   | 6        |
| 枠内シュート   | 3                    | 2        |
| セーブ         | 2                    | 0        |
| ボール支配率   | 57%                  | 43%      |
| コーナーキック | 1                    | 4        |
| ファウル       | 8                    | 6        |
| オフサイド     | 0                    | 4        |
| イエローカード | 2                    | 4        |
| レッドカード   | 0                    | 0        |

| 指標           | パリ・サンジェルマン | インテル |
| -------------- | -------------------- | -------- |
| 得点           | 5                    | 0        |
| シュート       | 23                   | 8        |
| 枠内シュート   | 8                    | 2        |
| セーブ         | 2                    | 3        |
| ボール支配率   | 59%                  | 41%      |
| コーナーキック | 4                    | 6        |
| ファウル       | 13                   | 7        |
| オフサイド     | 0                    | 5        |
| イエローカード | 2                    | 4        |
| レッドカード   | 0                    | 0        |

## 試合後
- 5点差はCL決勝史上最大の得点差となった。
- PSGはチャンピオンズリーグ初優勝。同年のリーグ・アン、クープ・ドゥ・フランスも制覇しており、史上9クラブ目、フランスのクラブとして史上初のトレブル達成となった
- PSG監督ルイス・エンリケは2014-15シーズンにバルセロナをトレブルに導いており、ジョゼップ・グアルディオラ[14]に続き、異なる2クラブでトレブルを達成した史上2人目の監督となった[15]。
- マン・オブ・ザ・マッチには2ゴール1アシストを記録したPSGのFWデジレ・ドゥエが選ばれた[16]。CL決勝で1試合2得点を挙げたのは2017-18シーズンのガレス・ベイル(レアル・マドリード)以来史上6人目[17]。得点とアシストを同時に記録したのは、2013-14シーズンのクリスティアーノ・ロナウド(レアル・マドリード)以来史上6人目[18]。3得点に直接関与したのは史上初となる。